# キャリスタ・フロックハート
キャリスタ・フロックハート（Calista Flockhart, 1964年11月11日 - ）は、アメリカ合衆国の女優。

## 経歴
食品会社の重役の父と英語教師の母の裕福な家庭に生まれる。年少期から高校生の間はチアをしたり、演劇部に所属するなど、活発な少女時代を送る。
ラトガーズ大学で演技を学んだ後、1989年にテレビドラマでデビュー。1994年に舞台『ガラスの動物園』（テネシー・ウィリアムズ作）に出演、シアター・ワールド賞とクラレンス・ダーウェント新人賞を受賞した。この間、ウェイトレスやエアロビクスのインストラクターをしながらオーディションを受ける下積み生活を続けた。下積み時代の仕事の一つに吉田栄作のビデオクリップへの出演もある。
1997年、TVシリーズ『アリー my Love』で主役のアリー・マクビールを演じ、全米で大ブレイク。同シリーズにより1997年から3年連続エミー賞に、2年連続でゴールデングローブ賞にノミネートされた。1998年にはピープルズ・チョイス賞、SAG賞、TVガイド賞にもノミネートされ、同年ゴールデン・グローブ賞を受賞。また同年、アメリカの雑誌『ピープル』の「世界で最も美しい50人」（the 50 Most Beautiful People in the World）の1人に選ばれた。
ベン・スティラーやサム・メンデスらとの交際歴がある。
2001年、演じたアリー・マクビール同様に、未婚のまま男児の養子リアムを迎えた。
2002年、ゴールデングローブ賞の授賞式で俳優のハリソン・フォードと出会い、交際を始める。同年、『アリーmyラブ』シリーズが終了。以降、現在までに2本の映画に出演。
2006年4月、『デイリー・ミラー』に『アリーmyラブ』出演時の5年間、摂食障害に悩まされてきた事を告白した。同年9月より、『ブラザーズ&シスターズ』で4年ぶりとなるドラマ主演を務めている。
2007年6月、ハリウッドで華やかに女優として生きることより、安らかな家庭生活を送ることを望んでいると『デイリー・テレグラフ』に語った。

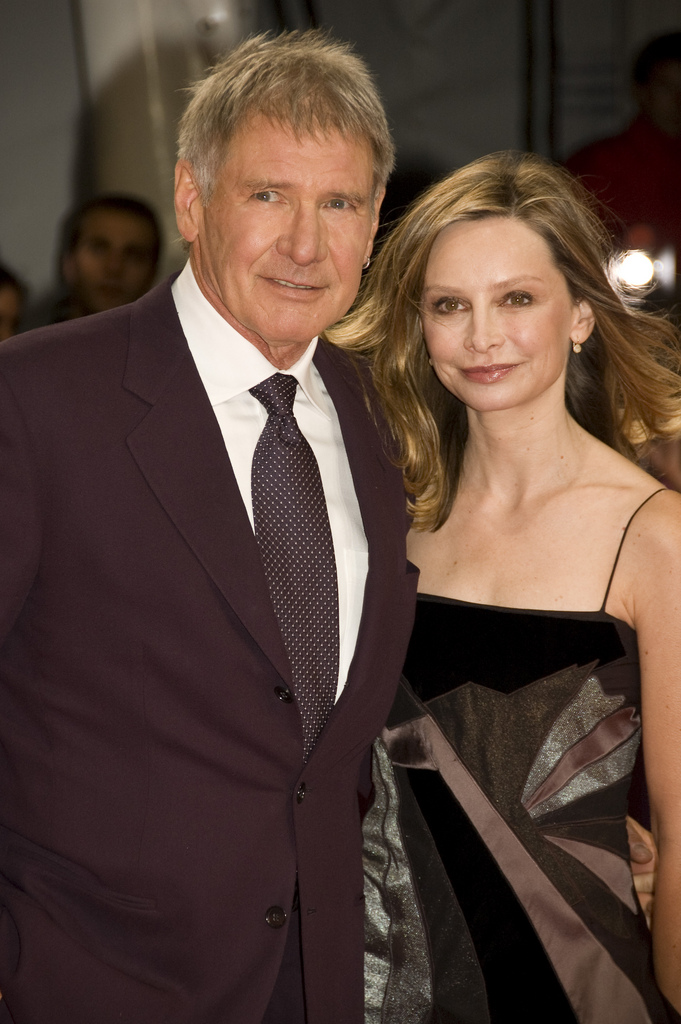
2009年9月、仏ドーヴィルアメリカ映画祭

2009年3月21日、米芸能誌『ピープル』が「2人は7年半に渡る交際の末、2009年2月14日に婚約指輪を交わした」と報道した。2010年6月15日、ハリソンが映画の撮影で滞在していたニューメキシコ州サンタフェで挙式。現在、ハリソンとリアムの3人で暮らしている。

## 出演

### テレビシリーズ
| 放映年    | 邦題 原題                                              | 役名                           | 備考 |
| --------- | ------------------------------------------------------ | ------------------------------ | --- |
| 1989      | The Guiding Light                                      | エリーゼ                       | 1エピソード                                                                                               |
| 1992      | Lifestories: Families in Crisis                        | マギー＝マーガレット・カーター | 第3話にゲスト出演                                                                                         |
| 1997-2002 | アリー my Love Ally McBeal                             | アリー・マクビール             | 主演で112エピソードに出演                                                                                 |
| 1998      | ザ・プラクティス ボストン弁護士ファイル The Practice   | アリー・マクビール             | 第32話にゲスト出演                                                                                        |
| 2000      | サタデー・ナイト・ライブ Saturday Night Live           |                                | Season26のNo5にホストとして出演                                                                           |
| 2000      | バッシュ:ラター・デイ・プレイズ Bash: Latter-Day Plays | ヴァンナ・ヴァン               | ニール・ラビュートの戯曲『バッシュ：ラター・デイ・プレイズ』公演の中継録画で全3幕のうち第1幕と第2幕で主演 |
| 2006-2011 | ブラザーズ&シスターズ Brothers & Sisters               | キティ・ウォーカー             | レギュラーで110エピソードに出演                                                                           |
| 2015-2021 | SUPERGIRL/スーパーガール Super Girl                    | キャット・グラント             | シーズン 1-4・6                                                                                           |

### 映画
| 公開年 | 邦題 原題                                                        | 役名                   | 備考       |
| ------ | ---------------------------------------------------------------- | ---------------------- | ---------- |
| 1991   | 告発弁護人 Darrow                                                | リリアン・アンダーソン | テレビ映画 |
| 1994   | キル・ミー・テンダー Getting In                                  | アマンダ               |            |
| 1994   | クイズ・ショウ Quiz Show                                         | Barnard Girls          |            |
| 1995   | ジェーンに夢中! Pictures of Baby Jane Doe                        | ジェーン               |            |
| 1996   | バードケージ The Birdcage                                        | バーバラ・キーリー     |            |
| 1997   | 17 セブンティーン Telling Lies in America                        | Diney Majeski          |            |
| 1999   | 真夏の夜の夢 A Midsummer Night's Dream                           | ヘレナ                 |            |
| 1999   | 彼女を見ればわかること Things You Can Tell Just By Lookin At Her | クリスティーン         |            |
| 2004   | ラスト・ショット The Last Shot                                   | ヴァレリー・ウエストン |            |
| 2005   | 機械じかけの小児病棟 Fragile                                     | エイミー・ニコルズ     |            |